# Katrin Krabbe
Katrin Krabbe (Neubrandenburg, 22 novembre 1969) è un'ex velocista tedesca che rappresentò la Germania Est fino al 1991 e, successivamente, la Germania, laureandosi campionessa europea e mondiale per entrambi i Paesi.
La sua carriera fu interrotta da una rilevata positività a sostanze dopanti, a seguito della quale abbandonò l'attività nel 1994.

## Biografia
Krabbe rappresentò la Germania Est ai Giochi olimpici di Seul 1988 nella gara dei 200 metri piani, fermandosi al sesto posto in batteria di semifinale con il tempo di 22"59, insufficiente per raggiungere la finale.
Ancora come tedesca orientale vinse il titolo dei 100 e dei 200 metri ai campionati europei 1990 a Spalato rispettivamente con 10"89 e 21"95.
Un anno più tardi, in rappresentanza della Germania riunificata, ripeté la prestazione sulle stesse distanze ai mondiali 1991 di Tokyo con i tempi di 10"99 e 22"09.
Sulla scia di tali vittorie il periodico Bild coniò per lei il soprannome di «Grace Kelly dell'atletica tedesca unita» in ragione della sua avvenenza e dell'aspetto che ricordava quello della nota attrice statunitense poi divenuta principessa di Monaco, e i primi sponsor di abbigliamento sportivo e di cosmetici si presentarono per averla come testimonial.

### Le vicende di doping
A febbraio 1992 Krabbe e due sue compagne di squadra ex-DDR, Silke Möller e Grit Breuer, furono sottoposte a sorpresa a un test delle urine da emissari della Federatletica tedesca in Sudafrica, Paese dove le tre velociste stavano allenandosi in preparazione dei giochi olimpici di Barcellona.
Le provette, giunte in Germania, risultarono manipolate e questo comportò una squalifica di quattro anni per le tre atlete, le quali tuttavia contestarono il risultato del test sia dal punto di vista politico, in quanto da esse giudicato un disegno contro tre sportive provenienti dall'ex Germania Est, sia tecnico perché non esisteva prova che la manipolazione fosse imputabile a loro; due mesi dopo la squalifica fu revocata dalla commissione d'appello federale che recepì le contestazioni della difesa delle atlete: il prelievo fu effettuato illegalmente fuori dalle finestre di gara (all'epoca non era permesso effettuare prelievi fuori dalle competizioni) e in un Paese, il Sudafrica, non affiliato alla IAAF perché sotto bando internazionale e le provette non erano sigillate, quindi manomettibili da chiunque nel percorso.
Tuttavia la IAAF, l'organismo internazionale di atletica, volle esaminare il caso prima di ratificare la sentenza di assoluzione.
L'allora presidente della IAAF, l'italiano Primo Nebiolo, istituì una commissione apposita che, a fine giugno 1992, assolse Krabbe sostanzialmente confermando le stesse motivazioni riconosciute dalla corte d'appello federale; al contempo tuttavia la commissione ammonì la Federatletica tedesca a cambiare i propri regolamenti antidoping perché quelli in vigore permettevano troppe eccezioni legali contro la validità dei test effettuati.
Pochi giorni dopo tale sentenza, comunque, Krabbe rese nota la sua intenzione di non partecipare ai giochi olimpici di Barcellona, asserendo di non avere avuto il tempo di prepararsi adeguatamente avendo dovuto occuparsi della propria difesa legale.
A fine luglio, durante un nuovo controllo, Krabbe fu trovata positiva al clenbuterolo, un broncodilatatore giudicato dopante anche se non ne erano stati accertati all'epoca effetti anabolizzanti.
Krabbe ammise di avere assunto tale farmaco, aggiungendo di averlo fatto per trattare medicalmente un problema d'asma, ma la violazione del regolamento antidoping le costò ugualmente una squalifica di un anno da parte della sua federazione fino a tutto agosto 1993.
In prossimità della scadenza della squalifica, tuttavia, la IAAF decise di prolungarla di ulteriori due anni fino ad agosto 1995, il che spinse l'atleta a chiudere definitivamente l'attività anche perché, nel frattempo, era rimasta incinta del suo primo figlio.
A seguito del supplemento di squalifica, inoltre, Krabbe denunciò la IAAF per danni materiali in quanto avente violato il principio per cui un tesserato non può essere punito due volte per la stessa infrazione.
A giugno 2001 un tribunale di Monaco di Baviera riconobbe le ragioni di Krabbe e sentenziò che la IAAF le era debitrice di una somma di circa 1,2 milioni di marchi tedeschi più un interesse del 4% dal 1994 per averle interrotto la carriera agonistica, tuttavia pochi mesi più tardi le due parti giunsero a un accordo extragiudiziale i cui dettagli non furono resi noti.
All'epoca Krabbe già gestiva un negozio di articoli sportivi nella sua città natale.
Nel 2015 il marito di Krabbe, Michael Zimmermann, ex canottiere e uno degli avvocati che l'aveva assistita nel secondo procedimento antidoping, si suicidò iniettandosi insulina.
Fuori dagli impegni professionali di impiegata in una concessionaria d'automobili, Krabbe è impegnata come volontaria presso una casa di riposo per malati terminali nei pressi di Neubrandenburg.
In un'intervista concessa nel 2000 al Chicago Tribune, Krabbe attribuì lo scarso supporto ricevuto durante la vicenda doping alle sue dichiarazioni di apprezzamento per l'ex Germania Est, Paese cui riconobbe di averle garantito istruzione scolastica e strutture di allenamento al prezzo di circa 20 dollari al mese, laddove tutto ciò, all'epoca dell'intervista, costava ormai dieci volte tanto.

## Palmarès
| Anno                                 | Manifestazione    | Sede     | Evento      | Risultato  | Prestazione | Note                          |
| ------------------------------------ | ----------------- | -------- | ----------- | ---------- | ----------- | ----------------------------- |
| In rappresentanza della Germania Est |                   |          |             |            |             |                               |
| 1986                                 | Mondiali juniores | Atene    | 100 m piani | 4ª         | 11"49       |                               |
| 1986                                 | Mondiali juniores | Atene    | 200 m piani | Bronzo     | 23"31       |                               |
| 1986                                 | Mondiali juniores | Atene    | 4×100 m     | Argento    | 43"97       |                               |
| 1988                                 | Mondiali juniores | Sudbury  | 100 m piani | Argento    | 11"23       |                               |
| 1988                                 | Mondiali juniores | Sudbury  | 200 m piani | Oro        | 22"34       |                               |
| 1988                                 | Mondiali juniores | Sudbury  | 4×100 m     | Oro        | 43"48       |                               |
| 1988                                 | Giochi olimpici   | Seul     | 200 m piani | Semifinale | 22"59       |                               |
| 1990                                 | Europei           | Spalato  | 100 m piani | Oro        | 10"89       | Record dei campionati         |
| 1990                                 | Europei           | Spalato  | 200 m piani | Oro        | 21"95       | Miglior prestazione personale |
| 1990                                 | Europei           | Spalato  | 4×100 m     | Oro        | 41"68       |                               |
| In rappresentanza della Germania     |                   |          |             |            |             |                               |
| 1991                                 | Mondiali indoor   | Siviglia | 60 m piani  | 6ª         | 7"20        |                               |
| 1991                                 | Mondiali          | Tokyo    | 100 m piani | Oro        | 10"99       |                               |
| 1991                                 | Mondiali          | Tokyo    | 200 m piani | Oro        | 22"09       |                               |
| 1991                                 | Mondiali          | Tokyo    | 4×100 m     | Bronzo     | 42"33       |                               |

## Altre competizioni internazionali
1989
- Coppa Europa di atletica leggera ( Gateshead)

1991
- Coppa Europa di atletica leggera ( Francoforte)

## Riconoscimenti
- Atleta mondiale dell'anno (1991)